# Borna Petrović
Borna Petrović (* 16. Oktober 1997 in Zagreb) ist ein kroatischer Fußballspieler.

## Karriere

### Verein
Petrović begann seine Karriere bei Lokomotiva Zagreb. Im Mai 2015 stand er gegen den NK Zadar erstmals im Profikader von Lokomotiva. Im Februar 2016 wurde er an den Zweitligisten NK Lučko Zagreb verliehen. In zweieinhalb Jahren Leihe kam er zu 78 Einsätzen für Lučko in der 2. HNL, in denen er 14 Tore erzielte. Nach dem Ende der Leihe kehrte er zur Saison 2018/19 nicht mehr zu Lokomotiva zurück, sondern wechselte zum Ligakonkurrenten Dinamo Zagreb. Von Dinamo wurde er direkt weiter an den Ligakonkurrenten NK Rudeš verliehen. Sein Debüt in der 1. HNL gab er im Juli 2018, als er am ersten Spieltag jener Saison gegen Dinamo Zagreb in der Startelf stand. Im August 2018 erzielte er bei einer 2:1-Niederlage gegen den HNK Rijeka sein erstes Tor in der 1. HNL. Bis zur Winterpause kam er zu 14 Einsätzen für Rudeš in der höchsten kroatischen Spielklasse und erzielte dabei ein Tor.
Im Januar 2019 wurde er nach Bosnien und Herzegowina an den NK Široki Brijeg weiterverliehen. Für Brijeg absolvierte er bis Saisonende elf Spiele in der Premijer Liga, in denen er ohne Treffer blieb. Zur Saison 2019/20 wurde er ein drittes Mal verliehen, diesmal an den NK Rudar Velenje nach Slowenien. Für Velenje machte er in jener Spielzeit 16 Spiele in der 1. SNL, in denen er drei Tore erzielte. Mit Velenje blieb er in jener Saison ohne Sieg und stieg am Saisonende als Tabellenletzter aus der 1. SNL ab.
Nach dem Ende der Leihe kehrte Petrović nicht mehr zu Dinamo zurück, sondern wechselte zur Saison 2020/21 zum österreichischen Bundesligisten TSV Hartberg, bei dem er einen bis Juni 2022 laufenden Vertrag erhielt. Nach etwas über einem Monat in der Steiermark wurde sein Vertrag wieder aufgelöst, Petrović schaffte es nicht ein Mal in den Spieltagskader der Hartberger.
Daraufhin kehrte er im Oktober 2020 nach Kroatien zurück und schloss sich dem NK Varaždin an. Mit Varaždin stieg er am Ende der Saison 2020/21 aus der 1. HNL ab. Im September 2021 wechselte er dann weiter zum Neo-Ligakonkurrenten NK Dubrava.

### Nationalmannschaft
Zwischen November 2015 und Februar 2016 spielte Petrović zwei Mal für die kroatische U-19-Auswahl.